# مجید صمدزاده صابر
مجید صمدزاده صابر (زاده ۱۳۴۵ در تبریز) دیپلمات و سیاستمدار ایرانی و سفیر پیشین جمهوری اسلامی ایران در کشور قزاقستان است.

## بیوگرافی
- سفیر ایران در قزاقستان ۱۳۹۷ -۱۴۰۲
- ریس دبیر خانه  در یا خزر ۱۳۹۳ -۱۳۹۷
- سفیر ایران در گرجستان[۳] ۱۳۸۹–۱۳۹۲

سوابق تحصیلی
- کارشناسی روابط بین‌الملل؛
- کارشناسی حقوق؛
- کارشناسی ارشد علوم سیاسی؛
- دکترای جغرافیای سیاسی[۴]